# Saint-Alban-sur-Limagnole
Saint-Alban-sur-Limagnole este o comună în departamentul Lozère din sudul Franței. În 2009 avea o populație de 1.478 de locuitori.

## Evoluția populației
| An        | 1975  | 1982  | 1990  | 1999  | 2006  | 2009  |
| --------- | ----- | ----- | ----- | ----- | ----- | ----- |
| Populație | 2.245 | 2.128 | 1.928 | 1.598 | 1.519 | 1.478 |